# Felix Stoerk
Felix Stoerk (født 20. oktober 1851 i Budapest, død 18. januar 1908 i Greifswald) var en tysk retslærd. Han var bror til laryngologen Karl Stoerk.
Stoerk blev Dr. jur. 1875 i Wien, 1879 privatdocent sammesteds, 1882 ekstraordinær professor og 1886 ordentlig professor i Greifswald. Grundlæggende var Stoerks hovedværk Option und Plebiscit bei Eroberungen und Gebietscessionen (1879), hvortil sluttede sig en række arbejder, navnlig vedrørende stats- og folkeretten: Das verfassungsmässige Verhältnis des Abgeordneten zur Wählerschaft (1881), Handbuch der deutschen Verfassungen (1884), Zur Methodik des öffentlichen Rechts (1885), Franz von Holtzendorff. Ein Nachruf (1889), Der staatsbürgerliche Unterricht (1893), Kommentar zum Auswanderungsgesetz (1899), Das Austritt aus dem ländesherrlichen Hauses (1902) og andre, foruden talrige tidsskriftafhandlinger og bidrag til samleværker, således Franz von Holtzendorffs retsencyklopædi og Handbuch des Völkerrechts, Stengels Wörterbuch des Verwaltungsrechts, Handwörterbuch der Staatswissenschaften og andre. Sammen med Paul Laband stiftede Stoerk 1886 Archiv für öffentlichen Recht, og fra 1887 udgav han G.F. Martens Nouveau Recueil des Traités. I 1888 blev han associé, 1895 medlem af Institut de droit international.